# 邁恩河
邁恩河是俄羅斯的河流，位於楚科奇自治區，屬於阿納德爾河的右支流，河道全長475公里，流域面積32,800平方公里，發源自科里亞克山脈，是大麻哈魚和紅大馬哈魚的棲息地。